# 物象化
物象化（ドイツ語: Versachlichung または Verdinglichung、英: reification）とは、人と人との関係が物と物との関係として現れること。カール・マルクスが後期の著作（とりわけ『資本論』）で使った概念。マルクス自身は断片的な記述しか残していないが、ルカーチ・ジェルジや廣松渉が重要視したために注目されるようになった。

## マルクスの物象化論

### 『資本論』の物象化論
商品経済においては、社会的分業に基づく人間相互の関係が私的な商品交換を通して取り結ばれるので、個々人の労働は直接的には社会的なものではなく私的なものとなり、労働の社会的性格は商品の交換価値として現れる。労働と労働の関係が商品と商品の関係として現れる。この機構をマルクスは物象化と呼んだ。
さらに、物象化の結果として生じる思い込みをマルクスは物神崇拝(Fetischismus)と呼んだ。商品がそれ自身として価値を持っているかのように考える商品の物神崇拝である。この物神崇拝から出発して、貨幣がそれ自身の性質によって他の商品と交換できるかのように考える貨幣の物神崇拝、資本がそれ自身として利子を生むかのように考える資本の物神崇拝が生まれる。
なお、マルクスは物象化を場合によってVerdinglichungと書いたりVersachlichungと書いたりしている。以下の文が示すように、彼はこの二つの単語を厳密に区別してはいない。

### 物象化論の形成
マルクスは1845年から1846年にかけてエンゲルスとともに書いた『ドイツ・イデオロギー』という草稿で社会的分業について考察し、『資本論』の物象化論につながる視点を示した。
『資本論』の物象化論が商品経済における社会的分業のあり方の分析によって商品の物神崇拝を解明するための枠組だったのに対し、この『ドイツ・イデオロギー』の物象化論は社会的分業の発展を軸にした歴史観を提示することが目指されている。物象化は商品経済に固有な現象としてではなく自然発生的分業から生じる現象とされている。「人間自身の行為が人間にとって疎遠な、対抗的な威力と」なる、という視点は『経済学・哲学草稿』の疎外論の延長線上にあるものと見なすこともできる。
商品経済においては労働の社会的性格が商品の交換価値として現れる、という観点が現れるのは1859年発行の『経済学批判』においてである。マルクスは商品の交換価値を分析し、社会的分業の一環であるにもかかわらず直接的には私的な労働が交換価値を生み出す労働であることを指摘した。
この指摘をマルクスは「経済学の理解にとって決定的な跳躍点」と自賛した。従来の経済学は商品経済の歴史的特殊性を考慮することができず、したがって商品経済において労働が受け取る特殊な性格を理解することもできなかった、という認識による。

## ルカーチの物象化論
物象化論が注目されるようになったのはルカーチ・ジェルジの1923年に発表した論文「物象化とプロレタリアートの意識」（『歴史と階級意識』所収）からである。
彼は＜人間が作った物が固有の法則性をもって人間を支配する＞という事態を物象化と呼び、経済だけでなく政治やイデオロギーの領域にも物象化が存在すると主張した。『資本論』の解釈として提示されたが、実質的には『経済学・哲学草稿』の疎外論に近い発想だったと言える。（ただし『経済学・哲学草稿』がマルクスの遺稿として発表されるのは「物象化とプロレタリアートの意識」より後の1932年である。） 現代における全般的な官僚制化の趨勢を指摘したマックス・ヴェーバーの合理化論も受け継いでいる。
ルカーチの物象化論はサルトルやフランクフルト学派に影響を与え、人間主義的なマルクス主義の一つの源流となった。しかし後にアルチュセールによって、初期のマルクスと後期のマルクスの間には認識論的な切断があり、初期のマルクスが展開した疎外論によって後期のマルクスを理解しようとするのは正しくない、と批判された。

## 廣松渉の物象化論
廣松渉は、ルカーチとは異なり、マルクスとエンゲルスの思想は疎外論から物象化論へと発展した、と主張した。とりわけ『ドイツ・イデオロギー』を転換点として強調した。疎外論が大きな影響を持っていた1960年代に現れた廣松の主張は大きなインパクトを与え、以後日本では疎外論と物象化論を別物と考える立場が支配的となった。
廣松によれば、マルクスは『経済学・哲学草稿』において、実体であるとともに主体である絶対精神の自己外化と自己回復の過程として歴史をみるヘーゲル的な疎外論を使い、労働を実体＝主体と設定してその疎外として私有財産を説明しようとした。しかし労働の疎外そのものがどのようにして発生するのかを説明できなくなって破綻した。それに対して『ドイツ・イデオロギー』は、分業に基づく社会関係を歴史の基軸とみる視点により、ヘーゲル的な疎外論から脱却した。この転換は実体主義から関係主義への世界観の転換であり、近代思想の地平の超克であったという。
廣松は以上のようにマルクスの思想を解釈した上でその外延を大胆に拡張し、哲学的な物象化論の体系を作り上げた。以下は単に外面的な拡がりのみを記す。
1. 物＝関係の物象化。関係主義の立場から、人々に物在の相で映現しているその「物」は、諸関係の結節を物象化的錯認したものであると捉え返す。
2. 社会的・文化的形象の物象化。人々の営為が、規範を生み出し、因って以て社会的権力・国家を形成し、また、文化的諸価値を形成する、などを役割行動的協働連関におけるそれぞれの物象化として捉える。
3. 歴史における物象化。歴史の法則性・構造変動を役割行動的編成体の通時的動態の物象化として捉える。

廣松は諸科学の最新成果を渉猟しつつ論じているが、「物象化論」は、諸学がとかく共時的編成を志向することに対する内在的批判でもある。
1.は、ヘーゲル論理学における反照規定・物論から始まり、相対性理論・量子力学をも射程に置いたもので、西洋哲学の実体主義批判である。2.は、デュルケム、理解社会学に始まる社会学の諸成果を、『資本論』に於ける価値論を導きの糸に再構成をはかっている。3.は、狭義の歴史法則問題だけではなく、1.2.を踏まえて実践的課題を解く方図として志向された。

## 宇野弘蔵の物神性論批判
宇野弘蔵は『資本論』が商品論において価値の実体が労働であることを指摘している点を批判した。商品論の中心的課題は商品の価値が他の商品の使用価値で表現されるという単純な価値形態が貨幣形態へと発展する論理を示すことであり、価値実体論があると商品の価値が他の商品の使用価値で表現される必要性が不明確になってしまう、という理由による。商品論では生産過程が捨象されているのだから、そこで価値実体が労働であることを指摘すれば資本の下での商品の生産ではなく独立した個々人の生産を想定することになる、とも指摘した。
この観点からは、『資本論』が商品論の最後に置いている物神性論も有害無益となる。そこで登場する労働とは資本主義的生産関係の下での労働ではなくて私的労働一般にすぎないからである。当然、労働と労働の関係が商品と商品の関係として現れる、という物象化論が入り込む余地もなくなる。宇野理論で取り上げられるのは貨幣の物神性と資本の物神性だけである。